# Dougbafla
Dougbafla est une localité rurale du district de Gôh-Djiboua en Côte d'Ivoire. Administrativement rattachée au département d’Oumé, elle se trouve dans la région du Gôh,.